# Wilhelm Bullinger
Wilhelm Bullinger (* 2. Januar 1875 in Tiefenbach bei Crailsheim; † Herbst 1944) war ein württembergischer Verwaltungsbeamter.

## Leben
Bullinger, Sohn eines Landwirts und evangelischer Konfession, studierte von 1893 bis 1898 Rechtswissenschaften in Tübingen und Berlin. Er war seit 1893 Mitglied der Studentenverbindung Lichtenstein Tübingen. Er legte 1898 die erste und 1900 die zweite höhere Dienstprüfung ab.
1901 trat er in die württembergische Innenverwaltung ein. Von 1919 bis 1921 war er Oberamtmann und Oberamtsvorstand des Oberamts Neuenbürg, wobei er von 1920 bis 1921 als Vorstand des Landesamts für Arbeitsvermittlung in Stuttgart verwendet wurde. Danach war er Regierungsrat auf gehobener Stelle am Oberversicherungsamt Stuttgart. 1928 wurde er Oberregierungsrat und um 1940 trat er in den Ruhestand.
Er war kein Mitglied der NSDAP.